# Craster Tower
Craster Tower er et georgiansk herregård fra 1700-tallet, der har inkorporeret et pele tower fra 1300-tallet. Bygningen ligger i fiskerlandsbyen Craster, Northumberland, England.
Jorden har tilhørt Craster-familien siden omkring 1278. Middelaldertårnet var oprindelige fire etager.
Størstedelen af ejendommen blev solgt af Sir John Craster i 1965. Tårnet blev købt tilbage af hans søn, Oswin Craster, og hans fætre og det blev restaureret og ombygget til at være tre særskilte lejligheder.
Det er en listed building af anden grad.